# Хартлипул
Хартлипул (енгл. Hartlepool) је град у Уједињеном Краљевству у Енглеској. Према процени из 2007. у граду је живело 86.841 становника.

## Становништво
Према процени, у граду је 2008. живело 86.841 становника.
| 1981.  | 1991.  | 2001.  |
| ------ | ------ | ------ |
| 91.749 | 87.310 | 86.075 |